# Sonic & All-Stars Racing Transformed
Sonic & All-Stars Racing Transformed — видеоигра в жанре гонки, разработанная Sumo Digital. Является четвёртой частью серии кроссоверов Sega Superstars, и прямым сиквелом игры Sonic & Sega All-Stars Racing. Она была выпущена Sega на консоли PlayStation 3 и Xbox 360 16 ноября 2012 года на территории Европы и 20 ноября того же года на территории США. Релиз игры на приставку Wii U состоялся в день выхода самой системы — 18 ноября в США и 30 ноября в Европе. Версия игры для портативной консоли PlayStation Vita была выпущена 7 декабря в Европе и 18 декабря на территории США. Выход версии для операционной системы Microsoft Windows состоялся 31 января 2013 года, посредством сервиса цифровой дистрибуции Steam. Издание игры для консоли Nintendo 3DS было выпущено 8 и 12 февраля того же года на территории Европы и США соответственно. В январе 2014 года состоялся выход версий для мобильных устройств под управлением iOS и Android.
На территории России дистрибуцией Sonic & All-Stars Racing Transformed занималась компания «1С-СофтКлаб». В ноябре 2012 года были изданы версии для PlayStation 3 и Xbox 360, в декабре — порт на PlayStation Vita. 22 февраля 2013 года состоялся выход коробочного издания игры для PC. Все версии выпускались на английском языке, локализации подвергалась только документация.

## Игровой процесс
Геймплей Sonic & All-Stars Racing Transformed продолжает традиции своего предшественника. Игрок должен соревноваться со своими противниками и выиграть гонку; на выбор ему предоставлено несколько персонажей и трасс из различных серий игр от Sega. Нововведением Sonic & All-Stars Racing Transformed является то, что маршрут гонки пролегает не только по земле, но и по воде и воздуху. Каждый из этих участков имеет свои особенности управления, и при переходе в соответствующий сегмент трассы, транспорт игрока автоматически трансформируется в автомобиль, катер или реактивный самолёт. В зависимости от трека, во время гонки маршрут может измениться. Например, на первом круге гонка может проходить по земле, на втором — по воде, а на третьем — по воздуху. Трассы также включают альтернативные пути.
Как и в Sonic & Sega All-Stars Racing успешный дрифт и выполнение трюков в воздухе даёт игроку ускорение. На воде дрифтовать немного сложнее, чем на земле, а для выполнения трюков необходимо использовать волны. Во время гонки игрок может подбирать бонусы, раскиданные по треку. Как и в Sonic & Sega All-Stars Racing у каждого персонажа есть собственный приём «All-Star», позволяющий ему на высокой скорости обгонять и причинять вред противникам. Чтобы воспользоваться им, игрок должен заполнить соответствующую полосу, выполняя трюки и собирая звёзды на трассе. В отличие от предшественника, приём «All-Star» доступен и в онлайн-режиме.
Игра включает «приключенческий» режим, в котором игрок должен разблокировать новых персонажей. Также доступен мультиплеерный онлайн-режим, поддерживающий до десяти игроков.
В Sonic & All-Stars Racing Transformed представлены 16 новых треков и 4 старых трассы из предыдущей игры — это «Shibuya Downtown» из Jet Set Radio, «Egg Hangar» из Sonic the Hedgehog 2, «Sunshine Tour» из Samba de Amigo и «Roulette Road» из Sonic Heroes.
Версии для Wii U, Nintendo 3DS и PlayStation Vita имеют уникальные особенности, характерные для каждой консоли; для игры также планируется выпустить загружаемый контент.

## Персонажи
Игровыми персонажами в Sonic & All-Stars Racing Transformed являются как герои различных игр от Sega, так и приглашённые персонажи, как например автогонщица Даника Патрик или Ральф, главный герой одноимённого мультфильма от студии Walt Disney Animation Studios. Кроме того, в версиях игры для Wii U и Nintendo 3DS можно поиграть персонажами Mii, а в версии для Xbox 360 — своим Аватаром. В качестве неигрового персонажа в игре присутствует Ристар из одноимённой игры. Он играет роль судьи, размахивающего флагом перед началом гонки.
Первоначально в Sonic & All-Stars Racing Transformed насчитывалось 29 игровых персонажей, включая гонщиков доступных в определённых версиях игры, но с выходом различных обновлений и дополнений, количество персонажей увеличилось до 33-х.
| Персонаж                        | Первое появление           | PS3                             | X360                            | Wii U                 | Win              | Vita                  | 3DS                   | iOS | Android |
| ------------------------------- | -------------------------- | ------------------------------- | ------------------------------- | --------------------- | ---------------- | --------------------- | --------------------- | --- | ------- |
| Ёж Соник                        | Sonic the Hedgehog         | Да                              | Да                              | Да                    | Да               | Да                    | Да                    | Да  | Да      |
| Майлз «Тейлз» Прауэр            | Sonic the Hedgehog 2       | Да                              | Да                              | Да                    | Да               | Да                    | Да                    | Да  | Да      |
| Ехидна Наклз                    | Sonic the Hedgehog 3       | Да                              | Да                              | Да                    | Да               | Да                    | Да                    | Да  | Да      |
| Доктор Эггман                   | Sonic the Hedgehog         | Да                              | Да                              | Да                    | Да               | Да                    | Да                    | Да  | Да      |
| Эми Роуз                        | Sonic the Hedgehog CD      | Да                              | Да                              | Да                    | Да               | Да                    | Да                    | Да  | Да      |
| Ёж Шэдоу                        | Sonic Adventure 2          | Да                              | Да                              | Да                    | Да               | Да                    | Да                    | Да  | Да      |
| Айай                            | Super Monkey Ball          | Да                              | Да                              | Да                    | Да               | Да                    | Да                    | Нет | Нет     |
| Мими                            | Super Monkey Ball          | Да                              | Да                              | Да                    | Да               | Да                    | Да                    | Нет | Нет     |
| Амиго                           | Samba de Amigo             | Да                              | Да                              | Да                    | Да               | Да                    | Да                    | Да  | Да      |
| Бит                             | Jet Set Radio              | Да                              | Да                              | Да                    | Да               | Да                    | Да                    | Нет | Нет     |
| Гам                             | Jet Set Radio              | Да                              | Да                              | Да                    | Да               | Да                    | Да                    | Да  | Да      |
| Би Ди Джо                       | Crazy Taxi                 | Да                              | Да                              | Да                    | Да               | Да                    | Да                    | Да  | Да      |
| Гилиас Громоглав                | Golden Axe                 | Да                              | Да                              | Да                    | Да               | Да                    | Да                    | Нет | Нет     |
| Вайс                            | Skies of Arcadia           | Да                              | Да                              | Да                    | Да               | Да                    | Да                    | Нет | Нет     |
| Джо Мусаси                      | Shinobi                    | Да                              | Да                              | Да                    | Да               | Да                    | Да                    | Да  | Да      |
| Найтс                           | Nights into Dreams…        | Да                              | Да                              | Да                    | Да               | Да                    | Да                    | Нет | Нет     |
| Реала                           | Nights into Dreams…        | Да                              | Да                              | Да                    | Да               | Да                    | Да                    | Нет | Нет     |
| Улала                           | Space Channel 5            | Да                              | Да                              | Да                    | Да               | Да                    | Да                    | Да  | Да      |
| Пуддинг                         | Space Channel 5            | Да                              | Да                              | Да                    | Да               | Да                    | Да                    | Нет | Нет     |
| Алекс Кидд                      | Alex Kidd in Miracle World | Да (с 25.12.2012)               | Да (с 25.12.2012)               | Да (с 25.12.2012)     | Да               | Да (с 25.12.2012)     | Да                    | Нет | Нет     |
| AGES                            |                            | Да                              | Да                              | Да                    | Да               | Да                    | Да                    | Да  | Да      |
| Даника Патрик                   |                            | Да                              | Да                              | Да                    | Да               | Да                    | Да                    | Нет | Нет     |
| Ральф                           | «Ральф»                    | Да                              | Да                              | Да                    | Да               | Да                    | Да                    | Да  | Да      |
| Метал Соник                     | Sonic the Hedgehog CD      | Да (в бонус. издании, либо DLC) | Да (в бонус. издании, либо DLC) | Да (в бонус. издании) | Да (DLC)         | Да (в бонус. издании) | Да (в бонус. издании) | Да  | Да      |
| Mii                             |                            | Нет                             | Нет                             | Да                    | Нет              | Нет                   | Да                    | Нет | Нет     |
| Аватар                          |                            | Нет                             | Да                              | Нет                   | Нет              | Нет                   | Нет                   | Нет | Нет     |
| Менеджер                        | Football Manager           | Нет                             | Нет                             | Нет                   | Да               | Нет                   | Нет                   | Нет | Нет     |
| Сёгун                           | Shogun: Total War          | Нет                             | Нет                             | Нет                   | Да               | Нет                   | Нет                   | Нет | Нет     |
| Поджигатель, Шпион и Пулемётчик | Team Fortress 2            | Нет                             | Нет                             | Нет                   | Да               | Нет                   | Нет                   | Нет | Нет     |
| Генерал Зима                    | Company of Heroes 2        | Нет                             | Нет                             | Нет                   | Да (с 4.07.2013) | Нет                   | Нет                   | Нет | Нет     |
| Уиллемус                        | Total War: Rome II         | Нет                             | Нет                             | Нет                   | Да (с 5.08.2013) | Нет                   | Нет                   | Нет | Нет     |
| Саймон «Honeydew» Лейн          | The Yogscast               | Нет                             | Нет                             | Нет                   | Да (DLC)         | Нет                   | Нет                   | Нет | Нет     |
| Рё Хадзуки                      | Shenmue                    | Нет                             | Нет                             | Нет                   | Да (DLC)         | Нет                   | Нет                   | Да  | Да      |
| Примечания: 1. 2. 3. 4.         |                            |                                 |                                 |                       |                  |                       |                       |     |         |

## Разработка и выход игры

### Слухи, анонс и продвижение
Первые слухи о разработке игры появились в январе 2011 года, когда в списке вакансий для индийского офиса Sumo Digital среди рабочих заданий в виде кодов были указаны ARS2 и SSR 3DS. Последняя аббревиатура послужила предположением о разработке порта Sonic & Sega All-Stars Racing для Nintendo 3DS. Год спустя, в январе 2012 года прошёл слух, что студия Sumo Digital якобы работает над игрой для Sega, которая выйдет на Nintendo 3DS, PlayStation Vita и Wii U, и что это либо сиквел Sonic & Sega All-Stars Racing, либо её ремейк.
12 февраля 2012 года на выставке Toy Fair в Нью-Йорке были представлены тематические игрушки и подтверждено, что ведётся работа над продолжением игры, которое планируется к выходу в рождественскому сезону. Сообщалось также, что о новых персонажах и транспортных средствах, которые появятся в сиквеле, будет объявлено позже. В марте 2012 года американский сайт eStarland.com указал Sonic & Sega All-Stars Racing 2 в списке своих товаров. Согласно ему, сиквел должен был выйти 30 ноября 2012 года на платформы PlayStation 3, Xbox 360 и Wii. Однако через некоторое время вся информация об игре была убрана с сайта.
30 апреля 2012 года состоялся официальный анонс Sonic & All-Stars Racing Transformed для платформ PlayStation 3, Xbox 360, Microsoft Windows, Nintendo 3DS и PlayStation Vita. Сразу вместе с ним Sega запустила конкурс рисунков. По его результатам, 10 изображений были размещены на трассе, основанной на Jet Set Radio Future.
C 5 по 7 июня 2012 года игра была продемонстрирована на выставке Electronic Entertainment Expo в Лос-Анджелесе. Там же было объявлено о выходе продукта на игровую консоль Wii U, но главной новостью стало то, что автогонщица NASCAR Даника Патрик появится в Sonic & All-Stars Racing Transformed в качестве игрового персонажа. Патрик, впоследствии, была задействована в маркетинговых кампаниях по продвижению игры. В частности, 3 ноября 2012 года она участвовала в гонке O’Reilly Auto Parts Challenge на Texas Motor Speedway, где ездила на фирменном автомобиле Sega № 7 Chevrolet Impala. По окончании выставки Sonic & All-Stars Racing Transformed была номинирована на премию Game Critics Awards в категории «Лучшая гоночная игра на E3», но проиграла Need for Speed: Most Wanted.
Во время выставки Licensing Expo 2012 в Лас-Вегасе было анонсировано о выходе Sonic & All-Stars Racing Transformed на операционные системы iOS и Android. Позже, игра была показана на мероприятиях Summer of Sonic (7 июля 2012, Брайтон) и San Diego Comic-Con 2012 (12—15 июля 2012, Сан-Диего). 13 июля Sonic & All-Stars Racing Transformed была продемонстрирована на мероприятии Sonic Boom, проводившемся в Сан-Диего. На нём было объявлено о включении в игру в качестве игрового персонажа Ральфа — главного героя одноимённого мультфильма от Walt Disney Animation Studios, планировавшегося к выходу в ноябре 2012 года. Этот анонс сделал режиссёр картины Рич Мур; он также подтвердил участие в самом мультфильме ёжика Соника. С 31 августа по 2 сентября игра была показана на фестивале PAX Prime в Сиэтле, а с 5 по 7 октября — на выставках EB Games Expo в Сиднее и «ИгроМир» в Москве.

### Релиз и поддержка игры после выхода
Sonic & All-Stars Racing Transformed была выпущена на консоли PlayStation 3 и Xbox 360 16 ноября 2012 года в Европе и 20 ноября того же года на территории США, однако некоторые магазины начали продавать игру на несколько дней раньше установленного срока. Релиз игры на консоль Wii U состоялся в день выхода самой системы — 18 ноября 2012 года в США и 30 ноября того же года в Европе. Версия игры на портативную игровую систему PlayStation Vita была выпущена 7 декабря в Европе и 18 декабря в США. Выход версии для Windows состоялся 31 января 2013 года, посредством сервиса Steam. Sonic & All-Stars Racing Transformed для Nintendo 3DS была выпущена 8 февраля того же года на территории Европы, и 12 февраля — на территории США.
Для версий игры для Xbox 360, PlayStation 3, PlayStation Vita, Nintendo 3DS и Wii U доступно коллекционное издание, в США известное как «Бонусное издание» (Bonus Edition), а в Европе как «Ограниченное издание» (Limited Edition). Данная версия включает в себя Метал Соника в качестве игрового персонажа и трассу по мотивам Out Run. Загружаемый контент, включающий материалы из коллекционного издания был выпущен на сервисе PlayStation Network 1 февраля 2013 года в США и 20 февраля того же года на территории Европы. 20 февраля данный контент также появился на сервисе Steam.
На территории России дистрибьютором Sonic & All-Stars Racing Transformed выступила компания «1С-СофтКлаб». 23 ноября 2012 года были изданы версии для PlayStation 3 и Xbox 360, 7 декабря — порт на PlayStation Vita. 22 февраля 2013 года состоялся выход коробочного издания игры для PC в джевельной упаковке. Все версии выпускались на английском языке, локализации подвергалась только документация.
14 ноября 2012 года, незадолго до выхода игры, в ответ на просьбы поклонников добавить дополнительных персонажей посредством загружаемого контента, Стив Лисетт разместил сообщение на официальном форуме Sega. В нём Лисетт предлагал фанатам организовать голосование, пообещав, что если опрос выявит трёх персонажей, которые наберут 1000 или более голосов до 1 декабря, то он предоставит результаты Sega, и попытается добиться включения данных персонажей в игру в виде загружаемого контента. В ответ на рекомендацию Лисетта был создан опрос, в котором участвовало 26 персонажей: Алис Лэндэйл и Раг Раппи из Phantasy Star, Опа-Опа из Fantasy Zone, главный герой Space Harrier, Аксель Стоун и Блейз Филдинг из Streets of Rage, Скетч Тёрнер из Comix Zone, Джеки Брайант из Virtua Fighter, Сакура Сингудзи из Sakura Wars, ЧуЧу из ChuChu Rocket!, Рё Хадзуки из Shenmue, Арле Наджа и Амитиэ из Puyo Puyo, Билли Хатчер из Billy Hatcher and the Giant Egg, Кадзума Кирю из Yakuza, Уэлкин и Сэлвэрия из Valkyria Chronicles, Фантом R из Rhythm Thief & the Emperor’s Treasure, Эш из Hell Yeah! Wrath of the Dead Rabbit, Ристар, Вектормэн, братья Бонанза, ТоуДжем и Эрл, Байонетта, маскот Sega Saturn Сэгата Санширо, и персонаж Vocaloid и серии игр Project DIVA виртуальный идол Хацунэ Мику. К 1 декабря более 1000 голосов набрали Рё Хадзуки, Хацунэ Мику, Сэгата Санширо, Вектормэн, Байонетта, Ристар и ТоуДжем и Эрл. 24 января 2013 года Лисетт подтвердил, что один из персонажей был утверждён.
22 апреля 2013 года было выпущено издание игры, оптимизированное под ультрабуки от Intel. В этой версии в качестве управления задействован сенсорный экран. Многопользовательский режим использует технологию разделённого экрана и поддерживает до четырёх игроков.
4 июля 2013 года на сервисе Steam вышло бесплатное обновление, добавляющее в версию Sonic & All-Stars Racing Transformed для Windows нового персонажа генерала Зиму из недавно выпущенной игры Company of Heroes 2. При этом Лисетт упомянул, что это не последнее дополнение, и в обозримом будущем планируется добавить в игру ещё персонажей. 5 августа на Steam вышло второе бесплатное обновление, которое добавляло в игру римского полководца Уиллемуса из игры Total War: Rome II.
13 августа версия Sonic & All-Stars Racing Transformed для Xbox 360 была переиздана в цифровом магазине Xbox Games Store в разделе Games on Demand. В связи с высокими продажами версии игры для Xbox 360 в Европе, 10 октября было выпущено бюджетное издание игры со статусом «Xbox Classics». С 27 ноября для европейских подписчиков PlayStation Plus версия игры для PlayStation Vita стала бесплатной.
В начале декабря команда канала игровых подкастов The Yogscast запустила акцию, в рамках которой Sonic & All-Stars Racing Transformed была добавлена в Humble Bundle. 6 декабря для ПК-версии игры был выпущен загружаемый контент, добавляющий одного из участников The Yogscast — Саймона Лейна по прозвищу Honeydew, в качестве игрового персонажа. Все деньги, вырученные с продаж Humble Bundle и загружаемого контента, пойдут на благотворительность.
Выход порта Sonic & All-Stars Racing Transformed для мобильных устройств был намечен на 2013 год, но в итоге версия для iOS была выпущена 2 января 2014 года, а версия для Android — 3 января. Данные издания включают в себя локальный и онлайн-мультиплеер, поддерживающий до четырёх игроков. В качестве управления может быть задействован как сенсорный экран, так и контроллеры. В мобильной версии изначально доступно десять игровых персонажей, но планируется введение новых героев в последующих обновлениях. Одним из игровых персонажей, ранее не встречавшимся в других изданиях, стал Рё Хадзуки из игры Shenmue. 14 января персонаж был выпущен на сервисе Steam в виде загружаемого контента. 24 апреля версии игры для iOS и Android перешли на модель free-to-play.
15 мая Sonic & All-Stars Racing Transformed была издана на территории Японии на платформах PlayStation 3 и Wii U. Покупатели, сделавшие предзаказ, вместе с игрой получали компакт-диск с саундтреком. В японском издании роль диктора озвучил композитор Такэнобу Мицуёси, писавший музыку к множеству различных игр от Sega.
Летом 2018 года, благодаря уязвимости в защите Steam Web API, стало известно, что точное количество пользователей сервиса Steam, которые играли в игру хотя бы один раз, составляет 1 232 451 человек.

### Общая информация о разработке
| Системные требования    | Системные требования                                          | Системные требования                                          |
| ----------------------- | ------------------------------------------------------------- | ------------------------------------------------------------- |
|                         | Минимальные                                                   | Рекомендуемые                                                 |
| Microsoft Windows       |                                                               |                                                               |
| ОС                      | Windows XP, Windows Vista, Windows 7, Windows 8               | Windows XP, Windows Vista, Windows 7, Windows 8               |
| ЦПУ                     | Intel Core 2 Duo с тактовой частотой 2 ГГц или аналогичный    | Intel i5 с тактовой частотой 2,4 ГГц или аналогичный          |
| Объём ОЗУ               | 1 ГБ (Windows XP), 2 ГБ (Windows Vista, Windows 7, Windows 8) | 2 ГБ (Windows XP), 4 ГБ (Windows Vista, Windows 7, Windows 8) |
| Место на диске          | 6,7 ГБ                                                        | 6,7 ГБ                                                        |
| Информационный носитель | цифровая дистрибуция (Steam)                                  | цифровая дистрибуция (Steam)                                  |
| Видеокарта              | Видеокарта с 256 МБ видеопамяти с поддержкой Shader Model 3.0 | Видеокарта с 512 МБ видеопамяти с поддержкой Shader Model 3.0 |
| Звуковая плата          | DirectX 9-совместимая звуковая карта                          | DirectX 9-совместимая звуковая карта                          |

Sonic & All-Stars Racing Transformed стала четвёртой игрой в серии кроссоверов Sega Superstars. Её разработчиком выступила компания Sumo Digital, создавшая две предыдущие игры серии: Sega Superstars Tennis и Sonic & Sega All-Stars Racing. Sonic & All-Stars Racing Transformed позиционировалась как игра AAA-класса и «большой проект про Соника этого [2012] года». Высокий бюджет игры позволил Sumo Digital пригласить к разработке сотрудников закрывшихся студий Bizarre Creations (разработчика Blur и серии гоночных игр Project Gotham Racing), и Black Rock Studio (разработчика Split Second: Velocity). Для каждого из 29 персонажей были смоделированы три отдельных транспортных средства и трансформации между ними, а также созданы трассы, способные изменяться от круга к кругу.
Многие обозреватели сравнивали Sonic & All-Stars Racing Transformed с Mario Kart 7, выпущенной в 2011 году, в связи с тем, что в обеих играх присутствует возможность перемещаться по воздуху и воде. Однако, на момент конференции Nintendo на выставке E3 2011, где была показана Mario Kart 7, Sonic & All-Stars Racing Transformed уже была в разработке. Кроме того, механика и особенности управления двух игр достаточно различаются между собой.
Для Sonic & All-Stars Racing Transformed был разработан новый движок, образно названный Sumo Engine и созданный «с будущими платформами на виду». Работа над игрой заняла полтора года, а переход на новый движок — шесть месяцев. Версию для Nintendo 3DS пришлось делать с нуля, так как эта консоль не поддерживала Sumo Engine. Частота в Sonic & All-Stars Racing Transformed составляет 30 кадров в секунду. Причиной этого служат полностью динамическая поверхность воды со сложной физикой, и огромные размеры ландшафтов.
Вдохновением для водных сегментов послужили игры Wave Race и Hydro Thunder. Sumo Digital следила за тем, чтобы трассы соответствовали сериям, на основе которых они созданы. К примеру, во вселенной Super Monkey Ball до этого никогда не было водных уровней, поэтому прежде чем включать водные участки на данном треке, студии пришлось спрашивать разрешения у Sega Japan. В игру был добавлен «приключенческий» режим, «вдохновлённый такими играми, как Super Mario Galaxy».
В отличие от Sonic & Sega All-Stars Racing, в Sonic & All-Stars Racing Transformed отсутствуют мотоциклы. Причиной этому послужили габариты данных транспортных средств: с одной стороны они давали бы игрокам преимущество, поскольку из-за небольших размеров им легче объезжать препятствия, а при использовании не самонаводящегося оружия по мотоциклам труднее попасть. Кроме того, трансформация требовала от транспорта определённого размера, в частности места, где должны были храниться и прятаться крылья. В конце концов, создателями было принято решение убрать мотоциклы из игры.
При создании бонусного оружия, подбираемого персонажами, разработчики столкнулись с проблемой: им надо было добавить в игру бонусы из Mario Kart, но при этом, чтобы они выглядели оригинальными. По словам создателей, они старались сделать оружие уникальным и интересным.
Музыка в игре представляет собой ремиксы классических мелодий из игр Sega, созданные Ричардом Жаком. Команда работала над тем, чтобы музыка динамично менялась, соответствуя тому, что происходит на трассе. Первоначально Sumo Digital предлагала Sega выпустить саундтрек к игре, но не получила однозначного ответа. В итоге, релиз музыкального альбома с саундтреком состоялся 14 мая 2014 года в Японии, за день до выхода самой игры на территории этой страны. Альбом Sonic & All-Stars Racing Transformed Original Soundtrack был издан лейблом Wave Master Entertainment и состоял из двух дисков, содержащих 68 треков. В тот же день саундтрек был выпущен в цифровом виде в онлайн-магазинах iTunes Store и Amazon MP3, став доступным для покупки в США и Европе. В Японии в случае предзаказа игры покупатель также имел возможность бесплатно получить компакт-диск Sega All-Star Premium Sound Collection, включающий в себя 19 композиций.

## Отзывы
| Сводный рейтинг       | Сводный рейтинг                                                                                      |
| Агрегатор             | Оценка                                                                                               |
| --------------------- | --- |
| GameRankings          | 82,15 % (PS3) 82,88 % (X360) 77,64 % (Wii U) 79,00 % (Vita) 85,00 % (PC) 62,60 % (3DS) 80,45 % (iOS) |
| Metacritic            | 82/100 (PS3) 82/100 (360) 78/100 (Wii U) 75/100 (Vita) 79/100 (PC) 63/100 (3DS) 80/100 (iOS)         |
| Иноязычные издания    | |
| Издание               | Оценка                                                                                               |
| AllGame               | (PS3) · (360) · (Wii U) · (Vita) · (PC) · (3DS)                                                      |
| Edge                  | 7/10 (PS3)                                                                                           |
| EGM                   | 8,5/10 (360)                                                                                         |
| Eurogamer             | 9/10 (PS3)                                                                                           |
| Famitsu               | 33/40 (PS3/Wii U)                                                                                    |
| Game Informer         | 8,00/10 (PS3/360)                                                                                    |
| GameRevolution        | 3,5/5 (360)                                                                                          |
| GameSpot              | 8,5/10 (PS3/360) 6,0/10 (Wii U)                                                                      |
| GamesRadar+           | (360) · (Wii U)                                                                                      |
| GameTrailers          | 8,7/10 (360)                                                                                         |
| IGN                   | 8,6/10 (PS3/360) 8,8/10 (Wii U) 7,0/10 (Vita)                                                        |
| Nintendo Power        | 8/10 (Wii U)                                                                                         |
| Nintendo World Report | 8/10 (Wii U) 4,5/10 (3DS)                                                                            |
| ONM                   | 62 % (Wii U) 68 % (3DS)                                                                              |
| OXM                   | 8/10 (360)                                                                                           |
| VideoGamer            | 8/10 (PS3/360)                                                                                       |
| Русскоязычные издания | |
| Издание               | Оценка                                                                                               |
| Riot Pixels           | 86/100 (PC)                                                                                          |
| «Игромания»           | 6,5/10                                                                                               |

Sonic & All-Stars Racing Transformed в целом была положительно оценена критиками. Крис Шиллинг из сайта IGN оценил версию игры для PlayStation 3 и Xbox 360 в 8,6 баллов из 10 возможных, назвав её «яркой, красивой и совершенно приятной гонкой». Мартин Робинсон из Eurogamer поставил Sonic & All-Stars Racing Transformed 9 баллов из 10.
В обзоре Sonic & All-Stars Racing Transformed для Wii U, Крис Шиллинг из IGN назвал её наряду с Tekken Tag Tournament 2 лучшей мультиплатформерной игрой для данной консоли. Критик похвалил использование в данной версии контроллера GamePad, назвав это «несомненным бонусом». В итоге он оценил порт для Wii U, несколько выше версий для Xbox 360 и PlayStation 3. Нил Ронаган из Nintendo World Report поставил данному изданию 8 баллов из 10 возможных, отметив, что в некоторых аспектах Sonic & All-Stars Racing Transformed берёт вверх над Mario Kart, но немного уступает в других. К достоинствам игры критик причислил однопользовательский режим и «отличный, изобретательный» дизайн трасс, к недостаткам — локальный мультиплеер. Положительный отзыв данной версии также оставил обозреватель из Nintendo Power. В то же время Бриттон Пил из GameSpot высоко оценивший версии игры для PlayStation 3 и Xbox 360, раскритиковал порт для Wii U за многочисленные ошибки и баги в некоторых режимах, и поставил ему оценку в 6 баллов из 10.
Всего к 31 декабря 2012 года было продано 930 000 копий игры; к 31 марта 2013 года общее количество проданных экземпляров достигло 1,36 миллионов. В 2013 году Sonic & All-Stars Racing Transformed была номинирована на премию Golden Joystick Awards в категории «Лучший мультиплеер»; в том же году выдвигалась на премию TIGA Games Industry Awards в категориях «Игра года», «Лучший игровой дизайн», «Лучший визуальный дизайн» и «Лучшая аркадная игра — большая студия», победив в последней номинации.

## Товары, связанные с игрой
В выпуске № 45 комиксов Sonic Universe издательства Archie Comics была опубликована адаптация Sonic & All-Stars Racing Transformed.